# Bağlarbaşı
Bağlarbaşı (kurd. Ernas) ist ein Dorf im Landkreis Midyat der türkischen Provinz Mardin.

## Lage
Bağlarbaşı liegt in Südostanatolien auf 970 m über dem Meeresspiegel, ca. 14 km nordöstlich von Midyat. Weitere Ortschaften in der Umgebung verteilen sich wie folgt:
| Barıştepe 8 km | Arıca 33 km                                 |            |
|                | Kompassrose, die auf Nachbargemeinden zeigt | Narlı 3 km |
| Midyat 14 km   | Gülgöze 26 km                               |            |

## Bevölkerung
1965 hatte Bağlarbaşı 942 Einwohner. 1985 lebten 840 Menschen in Bağlarbaşı. 2009 hatte die Ortschaft 469 Einwohner.

## Geschichte
Bağlarbaşı bedeutet Anfang der Weinberge/Gärten.  Der ursprüngliche Ortsname lautete Arnas. Er ist in dieser Form beim Katasteramt registriert. Die Umbenennung erfolgte vor 1965. 
Das Dorf war ursprünglich assyrisch-christlich besiedelt und wurde auch Urdnus genannt. Die Klosterkirche Mor Quryaqos (Mor Kyriakos) wurde 971 errichtet.